# Pier Carlo Bontempi

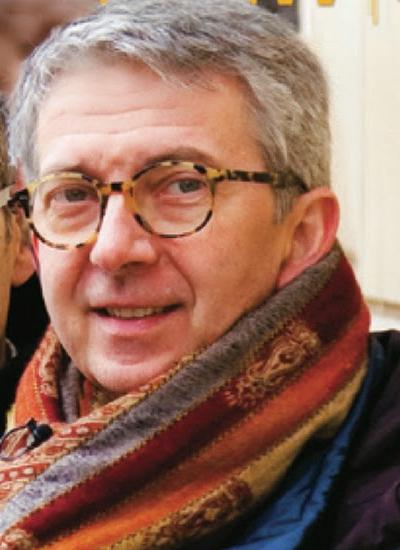
Architekt Pier Carlo Bontempi (2014)

Pier Carlo Bontempi (* 1954 in Fornovo di Taro, Italien) ist ein italienischer Architekt und Professor verschiedener Universitäten.
Bontempi ist bekannt für seine Bauten im traditionellen Stil, die der Leitlinie des Neuen Urbanismus folgen. 2014 wurde er für seine Leistungen in diesem Bereich mit dem Driehaus-Architektur-Preis geehrt.
Sein Architekturbüro befindet sich in Collecchio in der Emilia-Romagna.

## Karriere

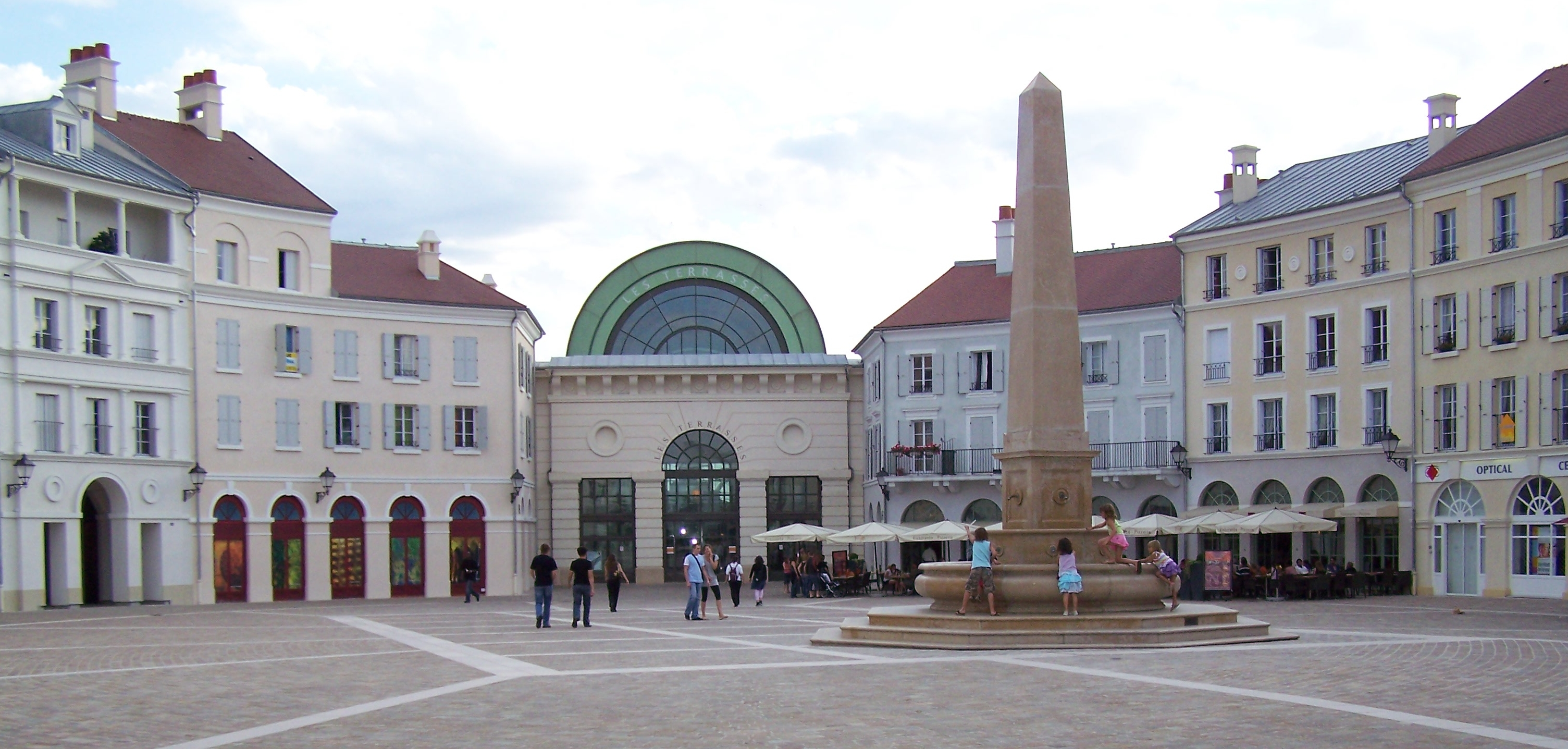
Bontempis Place de Toscane von 2002 in Serris, Val d’Europe bei Paris, Frankreich

Bontempi studierte Architektur an der Universität Florenz. In seiner Laufbahn lehrte er u. a. an der Architekturfakultät von Florenz, an der École Spéciale d’Architecture in Paris, am Syracuse University Abroad Center in Florenz, an der Akademie der Bildenden Künste in Stuttgart, und an der Foundation for Building Community von Prinz Charles in London.
Bontempi geplanten Museumsbauten  gewann den Architekturwettbewerb für den Bebauungsplan eines Altstadtblocks in Parma und setzte sein Projekt dort von 1981 bis 1987 um. Neben einer traditionellen Formensprache der Neubauten spielte immer auch der sorgsame Umgang mit Altbausubstanz eine große Rolle in Bontempis Werk. 
2015 wurden die von Bontempi geplanten Museumsbauten La Masone für Franco Maria Ricci in Fontanellato bei Parma fertiggestellt.

## Preise und Auszeichnungen
- Im Jahre 1996 gewann er die internationale Marsham Street Urban Design Competition in London.
- Er wurde 1998 in Brüssel mit dem Städtebaupreis Prix Européen de la Reconstruction de la Ville von der Fondation Philippe Rotthier pour l’Architecture de Bruxelles ausgezeichnet.[3]
- 2014: Driehaus-Architektur-Preis für seinen Entwurf der Place de Toscane in Serris, Marne-la-Vallée östlich von Paris.